# Dortmund
Dortmund je město v Německu v Severním Porýní-Vestfálsku. Žije zde přibližně 595 tisíc obyvatel, což jej činí největším městem v regionu a sedmým největším v Německu.
Dortmund leží na sever od řeky Ruhr, menší řeka Emscher jím protéká. V Dortmundském přístavu končí kanál Dortmund-Ems, spolující jej se Severním mořem.
Město bývalo centrem těžkého průmyslu, nyní je naopak známé jako „zelená metropole Vestfálska“ – přes polovinu katastrálního území tvoří průplavy, dřeviny, zemědělské oblasti a zelené plochy s parky jako je Westfalenpark nebo Rombergpark.
Ve městě sídlí fotbalový klub Borussia Dortmund a je proslavené svými vánočními trhy, které jsou největší v Evropě.

## Historie
První písemná zmínka o Dortmundu je z roku 880, kdy byla v listinách zanesena tehdy malá vesnice jménem Throtmanni. V roce 1152 císař Barbarossa nechal při svém příchodu do oblasti obnovit město, které bylo krátce před tím zničeno požárem. Dortmund byl císařovým sídlem dva roky a poté se stal jedním z nejvýznamnějších měst říše.
Ve 13. století se Dortmund stal hanzovním městem, od roku 1220 do roku 1803 bylo říšským městem, přímo podřízeným císaři. Po roce 1320 se jeho jméno začalo psát jako Dorpmunde.
Po napoleonských válkách bylo město začleněno do Pruska a stalo se významným producentem uhlí, oceli a piva.
V období Třetí říše sídlila v Dortmundu nemocnice Aplerbeck, ve které byly v rámci nacistického programu eutanazie vražděny mentálně a fyzicky postižené osoby. Jako významné centrum Porúří byl Dortmund za 2. světové války častým cílem spojeneckých náletů, bombardováním byly zničeny přibližně dvě třetiny domů.

## Osobnosti
- Adolf Schmal (1872–1919), rakouský šermíř a závodní cyklista, trojnásobný medailista z LOH 1896
- Hans Tilkowski (1935–2020), bývalý německý fotbalový brankář, reprezentant a trenér
- Annegret Richterová (* 1950), bývalá atletka, sprinterka, čtyřnásobná olympijská medailistka
- Mirjana Lučićová Baroniová (* 1982), bývalá chorvatská profesionální tenistka
- Yasin Öztekin (* 1987), turecký fotbalový útočník a reprezentant
- Kevin Großkreutz (* 1988), bývalý německý fotbalový univerzál a reprezentant, mistr světa ve fotbale z roku 2014
- Marco Reus (* 1989), fotbalový záložník a útočník

## Partnerská města
- Amiens, Francie, od roku 1960
- Leeds, Spojené království, 1969
- Buffalo, USA, 1977
- Rostov na Donu, Rusko, 1978
- Netanja, Izrael, 1981
- Novi Sad, Srbsko, 1982
- Si-an, Čína, 1992